# ليغو فريندز
ليغو فريندز (LEGO Friends) هي مجموعة ألعاب ليغو مصممة للفتيات.

## الشخصيات
- ميا
- أوليفيا
- إيما
- ستيفاني
- أندريا

## الرسوم المتحركة
تم عرض مسلسل الرسوم المتحركة ليغو فريندز: قوة الصداقة (Lego Friends: The Power of Friendship) عبر نتفليكس بدئاً من 4 مارس 2016م.

### الحلقات
الموسم 1
1. Camp Wild Hearts
2. Slam Dunk

الموسم 2
1. Keepin' It Real
2. Roomies

## وصلات خارجية
- نسخة محفوظة 9 ديسمبر 2012 على موقع واي باك مشين.